# Kriechbaumerella nigricornis
Kriechbaumerella nigricornis är en stekelart som beskrevs av Qian och He 1987. Kriechbaumerella nigricornis ingår i släktet Kriechbaumerella och familjen bredlårsteklar. Inga underarter finns listade i Catalogue of Life.